# Gimnazjum im. Króla Fryderyka II
Gimnazjum im. Króla Fryderyka II – pierwsza we Wrocławiu szkoła realna, mieszcząca się przy dzisiejszej ulicy Kazimierza Wielkiego, a następnie przy ul. Jedności Narodowej 117 we Wrocławiu.

## Historia szkoły

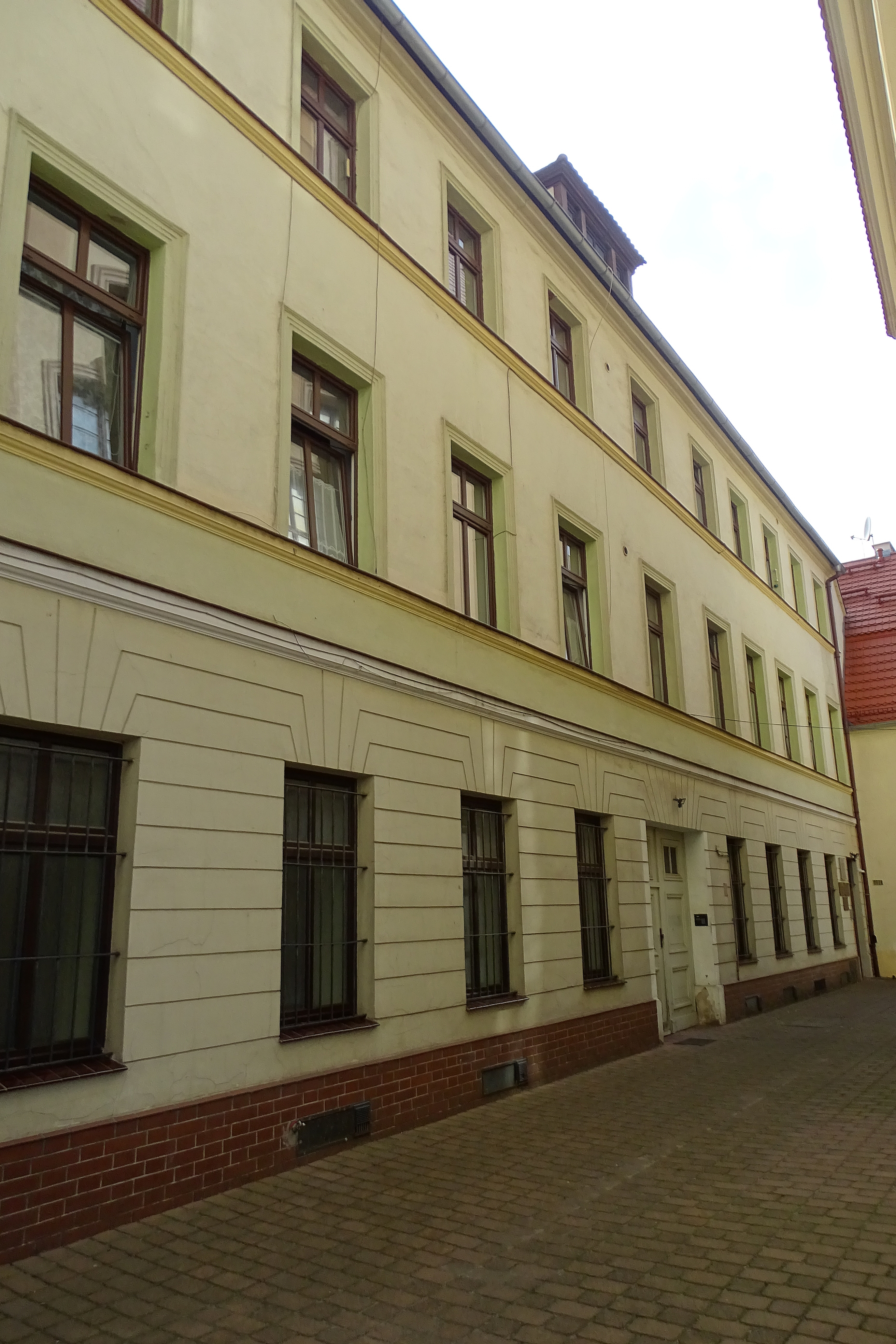
Pierwsza siedziba Gimnazjum im. Króla Fryderyka II we Wrocławiu. Obecnie siedziba parafii ewangelicko-augsburskiej. Ul. Kazimierza Wielkiego 29, Wrocław

Szkoła została utworzona w dniu urodzin króla Fryderyka II, tj. 24 stycznia 1765 roku, pod patronatem gminy ewangelicko-reformowanej przy pomocy finansowej Generalnego Urzędu Skarbowego. Była to pierwsza w mieście szkoła realna, wzorowana na szkole realnej Juliusa Heckerta z Berlina. Szkoła podlegała władzom miejskim oraz Najwyższemu Konsystorzowi w Berlinie. W 1770 roku król Fryderyk Wielki przekazał szkole znaczną sumę darowizny co umożliwiło spłacenie długów budowlanych szkoły a 23 października 1776 otrzymała rangę Królewskiej Szkoły im. Fryderyka II. Według Agnieszki Zabłockiej-Kos pierwotnie szkoła miała przygotowywać uczniów do zawodu kupca, wojskowego (na przygotowanie zawodowe przyszłych oficerów armii pruskiej naciskał naciskał król Fryderyk), rzemieślnika i zarządcy majątku wiejskiego. Realizowała przy tym program różniący się od programów realizowanych w dotychczasowych szkołach – duży nacisk położono na praktyczną wiedzę i umiejętności potrzebne w świeckim życiu i na wszechstronność edukacji. Ważnym elementem stała się nauka języków współczesnych, oprócz niemieckiego, także francuskiego, angielskiego, włoskiego, polskiego i hebrajskiego. Uczono podstaw budownictwa, rolnictwa, buchalterii i rachunków, a także kaligrafii, umiejętności rysowania, nauk przyrodniczych, historii z genealogią i heraldyką, geografii. Program nauczania obejmowała również sprawności fizyczne – szermierkę, jeździectwo i naukę tańca. Choć część ww. przedmiotów była fakultatywna, to i tak realizacja tak bogatego programu wymagała redukcji godzin nauczania przedmiotów typowych dla szkół klasycznych – zwłaszcza łaciny i religii. Tak jak i w szkołach klasycznych nauczano filozofii, greki i retoryki. Szkoła była sześcioklasowa. Oprócz uczniów miejscowych naukę w szkole pobierała także młodzież kalwińska z Rzeczypospolitej Obojga Narodów oraz carskiej Rosji. Przyciągała wielu mieszkańców pobliskiej dzielnicy żydowskiej.
12 grudnia 1812 roku szkoła uzyskała status Królewskiego Gimnazjum, co pociągnęło za sobą zmianę profilu szkoły - większy nacisk położono na naukę języka i literatury niemieckiej. Do I wojny światowej, od 5 do 10% uczniów stanowili Polacy.
Do 1945 roku gimnazjum nosiło oficjalną nazwę König-Friedrich-Schule, liceum dla chłopców. Szkoła była prywatna ale znajdowała się pod kontrolą państwową. Roczne czesne wynosiło 240 marek niemieckich. Ostatnim dyrektorem szkoły był Erich Pieske.

## Budynki szkolne i internat

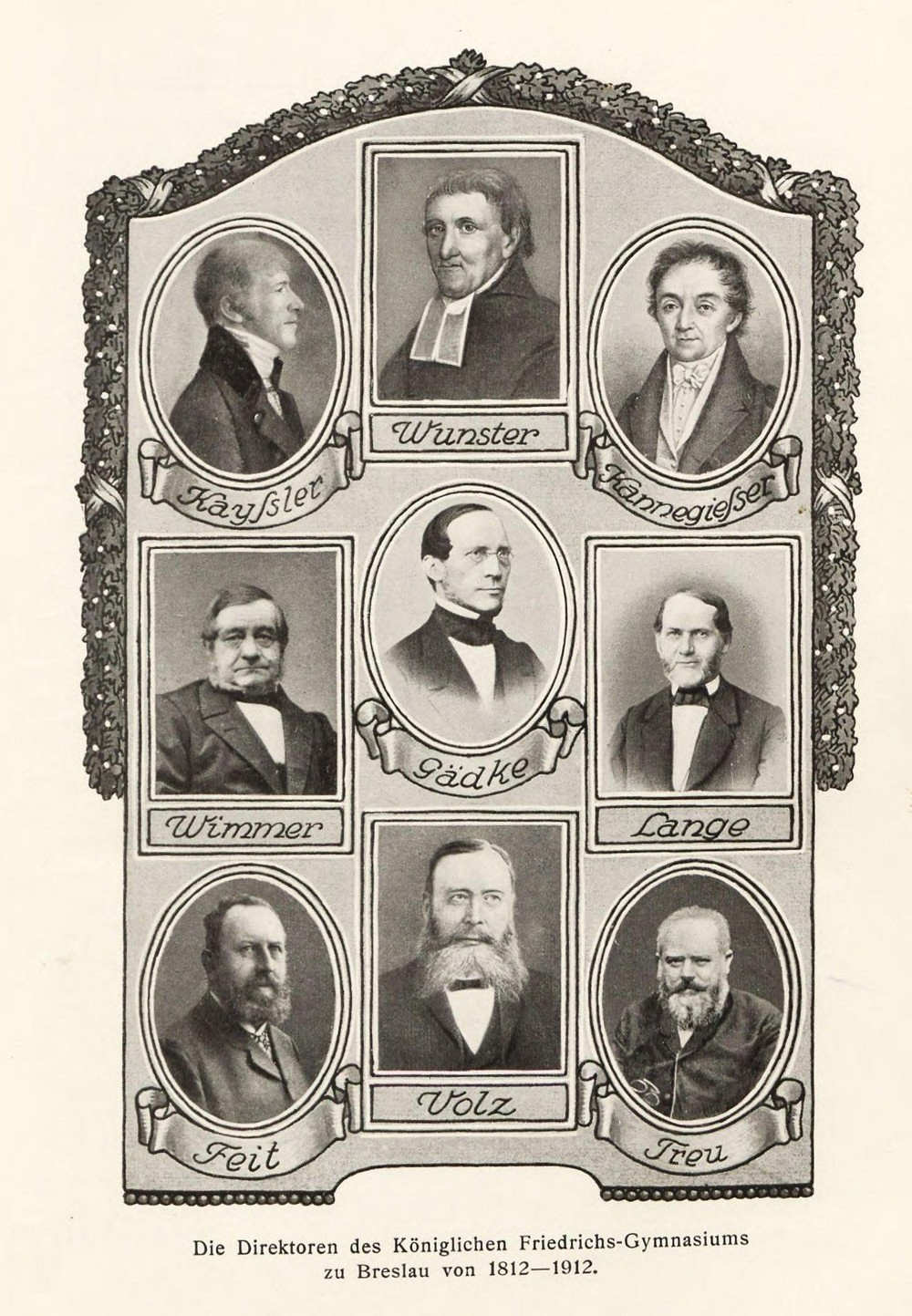
Portrety wybranych dyrektorów szkół w latach 1812-1912

Pierwszą siedzibą placówki był budynek przyległy do kalwińskiego kościoła (przy współczesnej ul. Kazimierza Wielkiego). W części wschodniej przylegał do szkoły internat dla studentów obcokrajowców. W latach 1767–1768 wzniesiono na tyłach starej szkoły nowy budynek internatu (według polskojęzycznych źródeł miał to być nowy budynek szkolny), zaprojektowany prawdopodobnie przez Carla Langhansa. W budynku na I piętrze, zaprojektowano jedenaści pokoi dla uczniów i cztery pokoje dla inspektorów; na parterze znajdowała się jadalnia, kuchnia i mieszkanie dla pracownika gospodarczego oraz dwa pokoje dla chorych, duża aula, biblioteka oraz sala z przyrządami naukowymi.  
Szybki przyrost liczby uczniów, głównie spoza Wrocławia i nauczycieli (z początkowych czterech do trzynastu u schyłku XVIII w.) wymusił dokupienie w 1775 roku, za 12 tysięcy talarów, dodatkowego budynku przy ulicy Karlstrasse 28  (obecnie ul. Kazimierza Wielkiego 28). W budynku urządzono klasy oraz mieszkania dla nauczycieli. W nowym gmachu znajdowały się również m.in. gabinety numizmatyczne i przyrodnicze. Dzięki darczyńcom szkoła posiadała zbiory cennych monet oraz 140 włoskich i greckich, częściowo pochodzenia antycznego, marmurowych plakiet zwanych Studiolum Romanum; biblioteka szkolna otrzymała zbiór 1233 tomów książek z kolekcji Karla Samuela Klosego. Budynek miał prawdopodobnie klasycystyczną trzykondygnacyjną  elewację i pokryty był wysokim dachem.
Od 1828 szkoła mieściła się w nowo wybudowanym budynku na posesji pod obecnym adresem pl. Wolności 8/Kazimierza Wielkiego 29; pod koniec XIX wieku budynek został przejęty przez Królewski Konsystorz Ewangelickiego Kościoła Unijnego.
W 1896 roku nową siedzibą szkoły stał się nowo wybudowany gmach szkolny przy obecnej ul. Jedności Narodowej 117, według projektu Georga Büttnera, Bayera i Brinckmanna.. 

## Wykładowcy i absolwenci
Wśród wykładowców szkoły byli m.in.:
- Colmar Grünhagen[1];
- Hermann Markgraf[1];
- Adolf Anderssen[13].

Absolwentami gimnazjum byli m.in. Richard Rothe, August Geyder, Friedrich Wimmer (w latach 1843-1863 także dyrektor tej szkoły), Ferdinand Friedensburg.